# 索拉罗
索拉罗（義大利語：Solaro），是意大利米兰省的一个市镇。总面积6平方公里，人口14041人，人口密度2340.2人/平方公里（2009年）。国家统计（ISTAT）代码为015213。